# Anywhere but Home
Anywhere but Home je live album i DVD alternativne rock skupine Evanescence. Uključuje sve njihove spotove s Fallen albuma, sat vremena snimki iza scene i koncert u Le Zénithu u Parisu. Također se na DVD-u nalazi i obrada Kornove pjesme Thoughtless.

## Popis skladbi
DVD verzija
Koncert
1. "Haunted"
2. "Going Under"
3. "Taking Over Me"
4. "Everybody's Fool"
5. "Thoughtless" (Korn cover)
6. "My Last Breath"
7. "Farther Away"
8. "Breathe No More"
9. "My Immortal"
10. "Bring Me to Life"
11. "Tourniquet"
12. "Imaginary"
13. "Whisper"

Glazbeni video
1. "My Immortal"
2. "Everybody's Fool"
3. "Bring Me to Life"
4. "Going Under"

Iza scene
1. "Life On The Road"
2. "Showtime"
3. "Bloopers"
4. "Evanescence Unleashed"
5. "End credits: "Missing"

Skrivena skladba
1. "Bring Me To Life" (uživo iz Las Vegasa)

CD verzije
1. "Haunted" - 4:04
2. "Going Under" - 3:57
3. "Taking Over Me" - 3:57
4. "Everybody's Fool" - 3:40
5. "Thoughtless"(Korn cover) - 4:37
6. "My Last Breath" - 3:53
7. "Farther Away" - 5:02
8. "Breathe No More" - 3:33
9. "My Immortal" - 4:38
10. "Bring Me To Life" - 4:43
11. "Tourniquet" - 4:17
12. "Imaginary" - 5:25
13. "Whisper" - 5:45
14. "Missing" - 4:16